# اروین کلر
اروین کلر (آلمانی: Erwin Keller; ۸ آوریل ۱۹۰۵ – ۱ ژانویهٔ ۱۹۷۱) بازیکن هاکی روی چمن اهل آلمان بود.